# 寨里关帝庙献殿
35°09′48″N 110°53′07″E / 35.16333°N 110.88528°E
寨里关帝庙献殿位于中国山西省运城市盐湖区泓芝驿镇寨里村，2006年被列为第六批全国重点文物保护单位。
寨里关帝庙始建年代不详，现仅存献殿一座，为元代所建。献殿坐北朝南，面阔五间，进深四椽，悬山顶，前檐斗栱共十一朵，均为四铺作单下昂，梁架结构为四椽栿通达前后檐。